# Ceratocystis fimbriata
Ceratocystis fimbriata Ellis & Halst. – gatunek grzybów workowych.

## Systematyka i nazewnictwo
Pozycja w klasyfikacji według Index Fungorum: Ceratocystidaceae, Microascales, Hypocreomycetidae, Sordariomycetes, Pezizomycotina, Ascomycota, Fungi.
Po raz pierwszy opisali go Job Bicknell Ellis i Byron David Halsted w 1890 r. na bulwach batatów w New Jersey.
Synonimy:
- Ceratocystis moniliformis f. coffeae (Zimm.) C. Moreau 1954
- Ceratostomella fimbriata (Ellis & Halst.) J.A. Elliott 1923
- Endoconidiophora fimbriata (Ellis & Halst.) R.W. Davidson 1935
- Ophiostoma coffeae (Zimm.) Arx 1952
- Ophiostoma fimbriatum (Ellis & Halst.) Nannf. 1934
- Rostrella coffeae Zimm. 1900
- Sphaeronaema fimbriatum (Ellis & Halst.) Sacc. 1892[2].

## Morfologia
Perytecja na powierzchowni, częściowo lub całkowicie zanurzone w tkankach żywiciela, o barwie od brązowej do czarnej, kuliste, o średnicy 140–220 µm i gładkiej powoerzchni, z długą, frędzelkowato zakończoną szyjką, czarną, bladobrązową do szklistej w kierunku wierzchołka, lekko zwężającą się, o długości do 900 µm. W ostioli strzępki szkliste, wyprostowane lub umiarkowanie zgięte. Askospory eliptyczne, z galaretowatą otoczką i kapturkiem, szkliste, nieseptowane, gładkie, 4,5–8 × 2,5–5,5 µm. Konidiofory smukłe, wyrastające bocznie ze strzępek, z przegrodami, fialidowe, od szklistych do bardzo bladobrązowych, o długości do 160 µm, zwykle zwężające się ku końcowi i tworzące ciąg konidiów przez otwarty koniec. Konidia cylindryczne, ścięte na końcach, szkliste, gładkie, 11–25 (–15) x 4–5,5 µm. Chlamydospory odwrotnie jajowate do owalnych, grubościenne, brązowe, 9–18 × 6–13 µm.

## Występowanie
Mikroskopijny grzyb pasożytniczy, polifag rozprzestrzeniony na całym świecie. Występuje na wielu gatunkach roślin, wśród roślin uprawnych m.in. na kokosach, kawowcu, kauczukowcu, batatach, śliwach, kakaowcu, strączyńcu cewiastym, mangu indyjskim. Występuje także na Crotalaria juncea, Crotolaria retusa, Gliricidia septum, korzenniku lekarskim, topoli białej, topoli osice, dębach. Wywołuje u nich choroby roślin. Występuje również w Polsce na topolach, na których wywołuje chorobę o nazwie rak tarczowaty topoli. W 1984 r. K. Przybył opisała jego występowanie na topolach w Arboretum w Kórniku.
W rozprzestrzenianiu go główną rolę odgrywa wiatr i deszcz. Stwierdzono też rozprzestrzenianie tego patogenu wraz z odchodami owadów niektórych zwierząt. Wśród zwierząt jego wektorami są: Hypothenemus plumeriae, Melanotus caudex, Platypus, Steirastoma brevis, Xyleborus i mysz polna.